# Amtsgericht Bad Waldsee

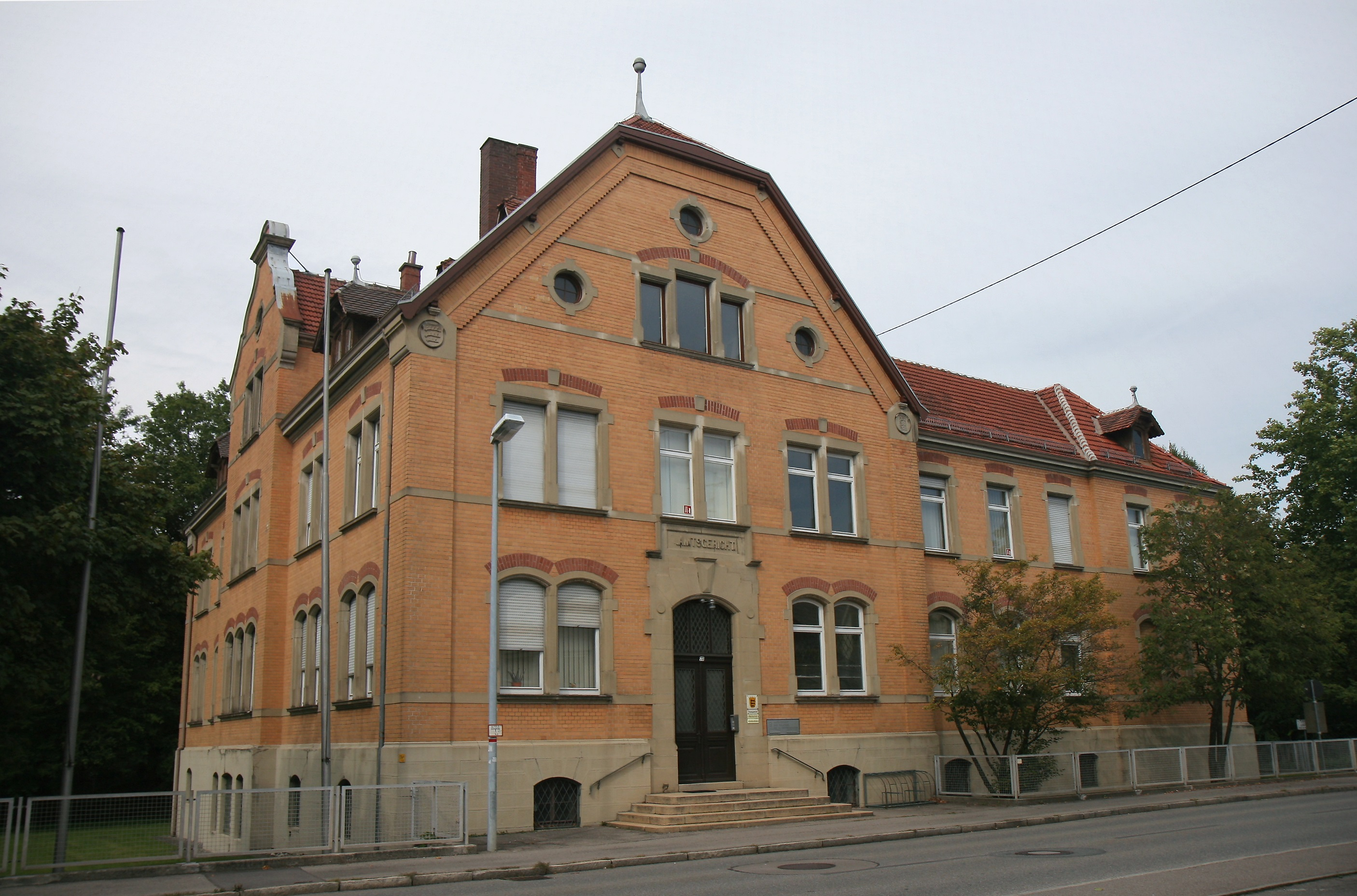
Gerichtsgebäude (2011)

Das Amtsgericht Bad Waldsee ist eines von 108 Amtsgerichten in Baden-Württemberg. Es ist ein Gericht der ordentlichen Gerichtsbarkeit.

## Amtsgerichtsbezirk
Der Gerichtsbezirk des Amtsgerichts (AG) Bad Waldsee umfasst die Städte und Gemeinden Bad Waldsee, Bergatreute und Aulendorf im Landkreis Ravensburg.

## Geschichte
Durch einen Erlass von König Friedrich vom 26. August 1811 wurde die Funktion der Orts- und Stadtgerichte dem Oberamt Waldsee übertragen. Das Oberamtsgericht Waldsee war dem Kreisgerichtshof Ulm im Donaukreis unterstellt. 1839 wurde für 8000 Gulden das Gebäude der heutigen Kreissparkasse, welches 1828 gebaut wurde, von der Amtkorporation  angekauft. 1869 erhielt der Donaukreis einen weiteren Kreisgerichtshof, der in Ravensburg angesiedelt wurde und dem fortan das Oberamtsgericht Waldsee unterstellt war.
Nach Inkrafttreten der Reichsjustizgesetze im Jahr 1879 wurde in reichsweiter Vereinheitlichung das Oberamtsgericht Waldsee in Amtsgericht Waldsee und der Kreisgerichtshof Ravenburg in Landgericht Ravensburg umbenannt. Das heutige Gebäude wurde zwischen 1901 und 1903 für 92.328 DM gebaut, in welches der Umzug am 12. August 1903 stattfand. Auch nach Eingliederung des 1934 von Oberamt Waldsee umbenannten Landkreises Waldsee in den Landkreis Ravensburg auf der exekutiven Verwaltungsebene im Jahr 1938 blieb das Amtsgericht bestehen.
2017/2018 fand eine grundlegende Sanierung statt, die 1,4 Mio. Euro kostete. Am 14. März 2018 konnte das Gebäude wieder von den Mitarbeitern bezogen werden.

### Umbau 2023 und Kontroverse um die Gerüstfarben
Im Jahr 2023 wurde das Amtsgericht Bad Waldsee umfangreichen Sanierungsarbeiten unterzogen, die sich auf die Fassaden und das Dach des stadtbildprägenden Backsteingebäudes aus dem Jahr 1903 konzentrierten. Die Gesamtkosten für diese Maßnahmen beliefen sich auf rund 1,2 Millionen Euro.
Im Zuge der Bauarbeiten kam es zu einer Kontroverse bezüglich der Farben der Schutznetze an den Gerüsten. Einige Bürger vermuteten in den blau-gelben Farben der Schutznetze an den Gerüsten, den Firmenfarben der Eugen Wahner GmbH, einen Bezug zum Ukraine-Krieg und forderten aufgrund der notwendigen Unabhängigkeit der Justiz eine Entfernung der Gerüste.
Das zuständige Amt für Vermögen und Bau Baden-Württemberg entschied jedoch, die Gerüste nicht auszutauschen, da die Farben nachweislich keinen politischen Hintergrund hatten. Der stellvertretende Amtsleiter Mark-Oliver Heck betonte, dass das Land Baden-Württemberg weiterhin solidarisch mit der Ukraine sei, aber in diesem Fall die Unabhängigkeit der Justiz höher bewertet wurde. Ein Austausch der Gerüste hätte zudem eine vierstellige Summe gekostet.

## Gerichtsgebäude

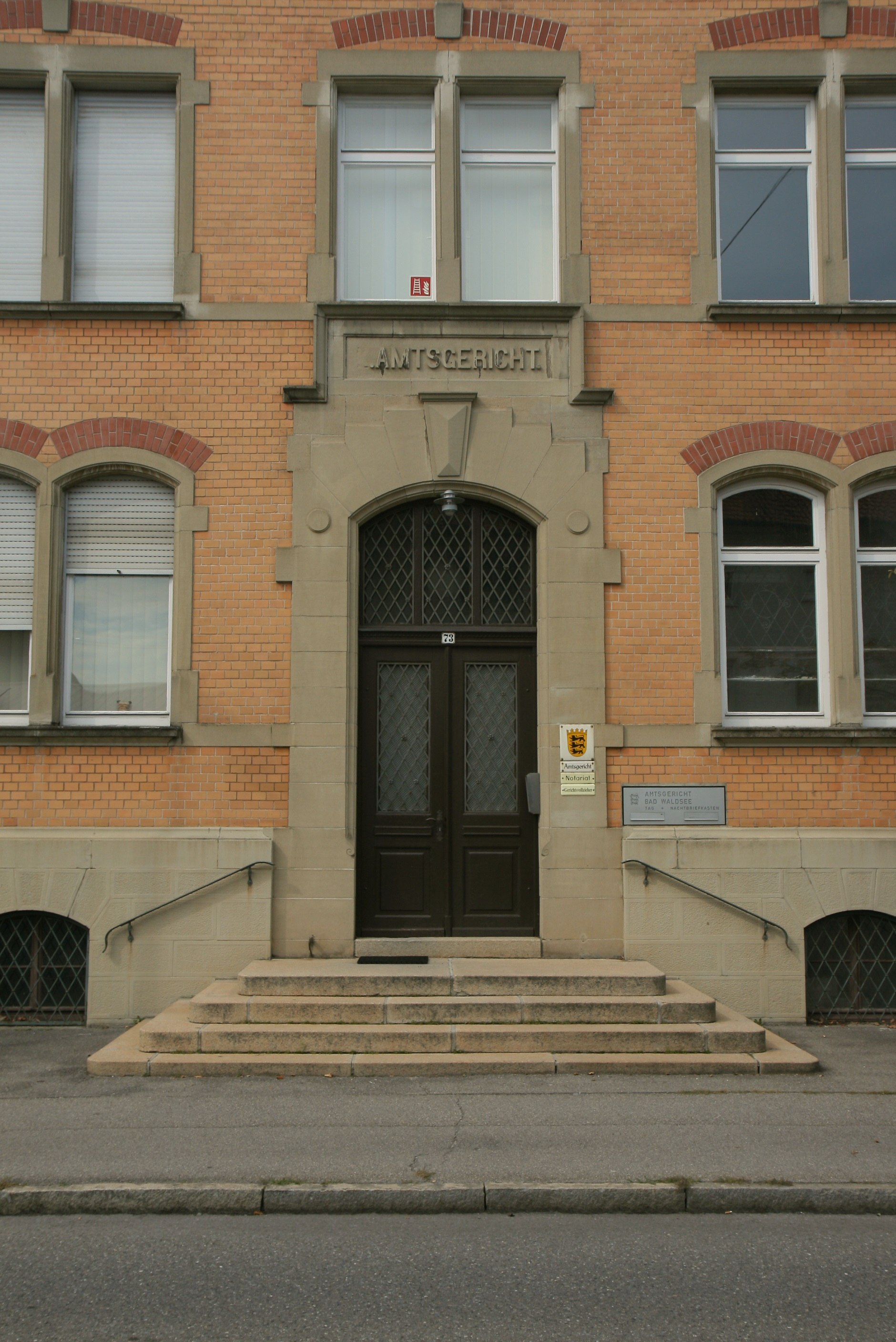
Portal

Das Gerichtsgebäude befindet sich in der Wurzacher Straße 73.

## Zuständigkeit und Aufgaben
Das Amtsgericht Bad Waldsee ist erstinstanzliches Gericht in Zivil- und Strafsachen. Außerdem wird hier das Güterrechtsregister geführt. Es ist zudem als Vollstreckungsgericht zuständig für alle Vollstreckungssachen, bei denen der Schuldner seinen Wohnsitz im Gerichtsbezirk hat. Als Betreuungsgericht ist es zuständig für Alle Betreuungsverfahren, bei welchen der zu Betreuenden im Gerichtsbezirk seinen Wohnsitz hat.
Das Amtsgericht ist nicht zuständig als Schöffengericht, Familiengericht, Insolvenzgericht und Landwirtschaftsgericht, Nachlassgericht sowie für Zwangsversteigerungen. Diese Aufgaben sind dem Amtsgericht Ravensburg übertragen. Vereins-, Handels-, Genossenschafts- und Partnerschaftsregister werden vom Amtsgericht Ulm geführt. Für Mahnverfahren ist zentral für Baden-Württemberg das Amtsgericht Stuttgart zuständig.

## Übergeordnete Gerichte
Im Instanzenzug übergeordnet sind dem AG Bad Waldsee das Landgericht Ravensburg, das Oberlandesgericht Stuttgart und der Bundesgerichtshof.